# Bimota SB3
La SB3 est un modèle de motocyclette, produit par le constructeur italien Bimota.
La SB3 est présentée à l'occasion du salon de la moto de Milan en 1979.
Le moteur est un quatre cylindres en ligne quatre temps, refroidi par air, de 987 cm³. Il est issu de la Suzuki 1000 GS. Il développe 87 chevaux à 8 250 tr/min pour un couple de 8,6 mkg à 7 250 tr/min.
Le cadre est une treillis tubulaire en alliage de chrome-molybdène. Il est démontable dans sa partie centrale par un système d'attache mâle/femelle afin de déposer le moteur facilement.

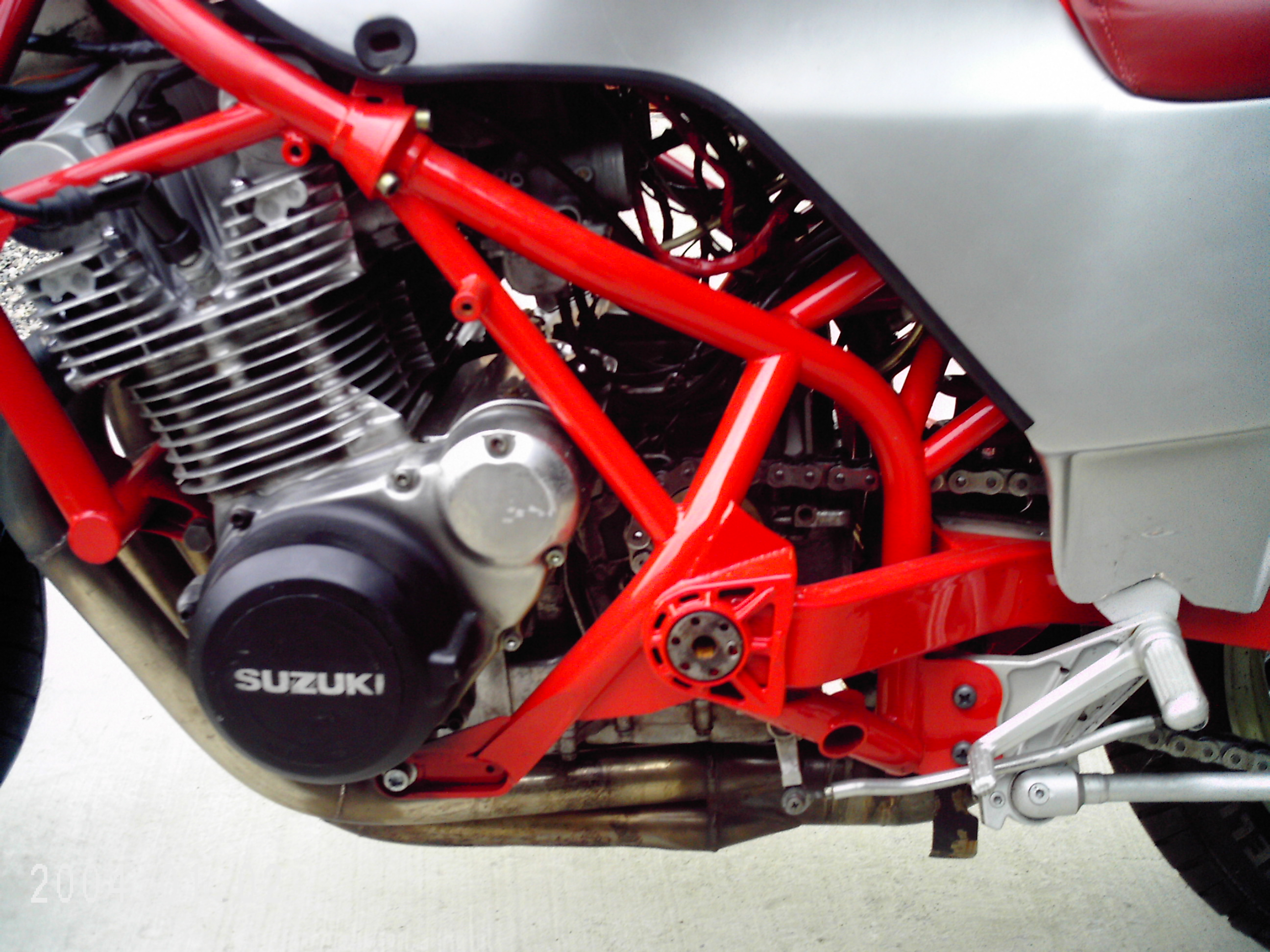
Le système d'attache du cadre par couple conique et l'axe du bras oscillant

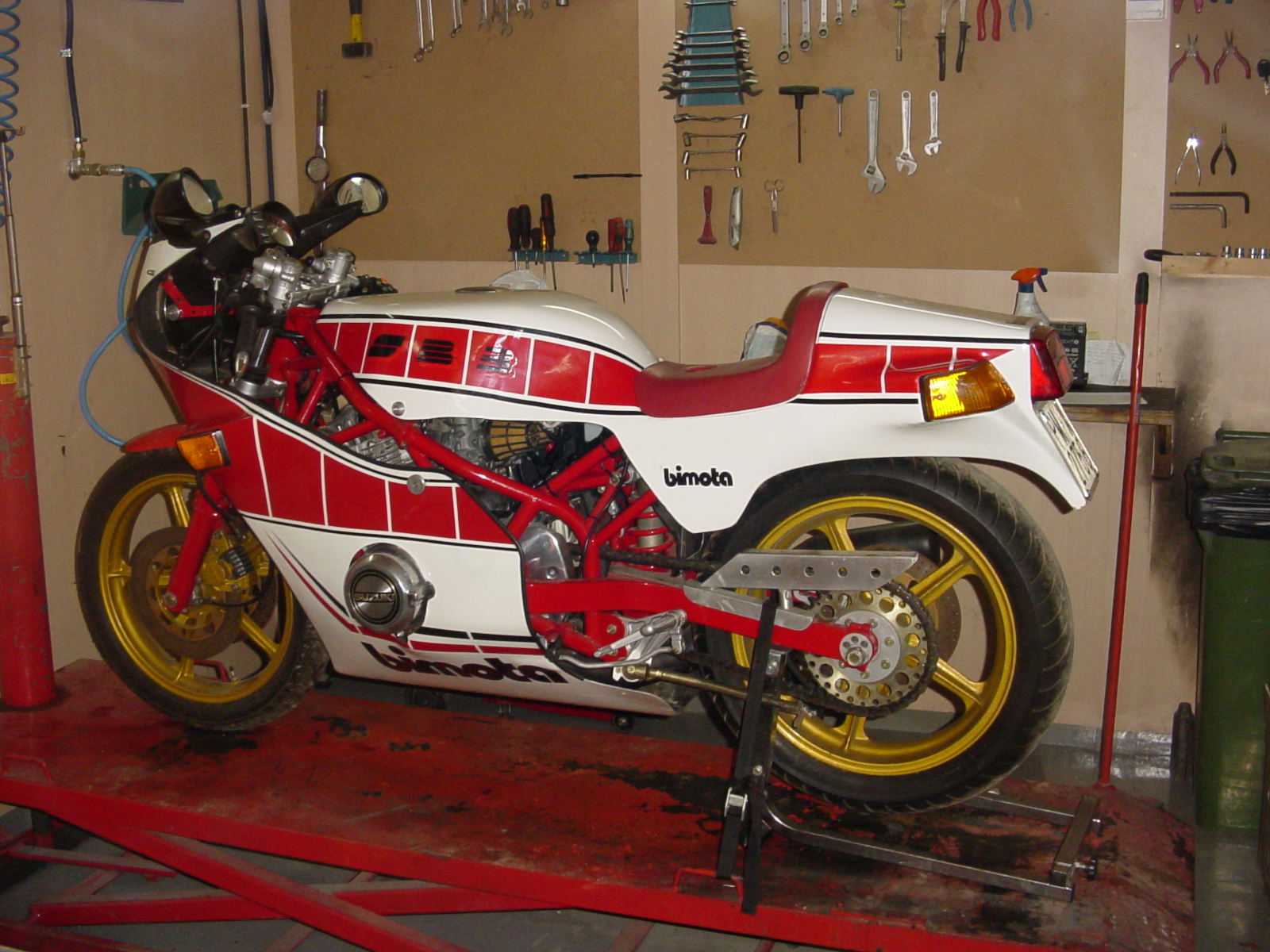
Une SB3 avec le coloris à damier

L'ancrage du bras oscillant est aligné avec le pignon de sortie de boîte de vitesses. De cette manière, les efforts auxquels sont soumis la chaîne sont diminués, ce qui accroit sa longévité.
La fourche télescopique de 38 mm de diamètre est signé Marzocchi et annonce 100 mm de débattement.
Le freinage est assuré par deux disques de 280 mm à l'avant et un disque de 260 mm à l'arrière. L'ensemble est choisi dans le catalogue Brembo.
Les jantes Campagnolo à cinq branches sont en magnésium.
La SB3 était disponible en deux coloris, l'un gris avec des bandes rouges, l'un blanc avec un damier rouge. Le premier a été vendu à 393 exemplaires, le second à neuf exemplaires.

Entre 1980 et 1981, la SB3 n'était disponible qu'en kit. Le cadre était vendu 620 €, le bras oscillant 150 € et l'habillage 370 €.